# Rosnowo Wąskotorowe
Rosnowo Wąskotorowe – przystanek Koszalińskiej Kolei Wąskotorowej w Rosnowie, w województwie zachodniopomorskim, w Polsce. Ruch pociągów pasażerskich zawieszono w 2001 roku. Staraniami wolontariuszy z Towarzystwa Koszalińskiej Kolei Wąskotorowej ruch wznowiono dokładnie po 15 latach, 26 czerwca 2016.